# ماورو ماتوس
ماورو ماتوس (بالإسبانية: Mauro Matos)‏ (6 أغسطس 1982 في الأرجنتين - ) هو لاعب كرة قدم أرجنتيني في مركز الهجوم. لعب مع أرسنال ساراندي وديبورتيفو آرمينيو ونادي سان لورينزو ونادي سان لويس وJJ Urquiza ‏ ونادي أتليتكو للبنين ‏.

## روابط خارجية
- ماورو ماتوس على موقع الاتحاد الدولي (مؤرشف)  (الإنجليزية)
- ماورو ماتوس على موقع إي إس بي إن إف سي (الإنجليزية)
- ماورو ماتوس على موقع قاعدة بيانات كرة القدم.إي يو (الإنجليزية)
- ماورو ماتوس على موقع Soccerway.com (الإنجليزية)
- ماورو ماتوس على موقع عالم كرة القدم.نت (الإنجليزية)
- ماورو ماتوس على موقع AS.com (الإسبانية)